# Campeonato da CONCACAF Sub-20 de 2018
O Campeonato da CONCACAF Sub-20 de 2018 foi vigésima sétima edição do torneio organizado pela Confederação de Futebol da América do Norte, Central e Caribe (CONCACAF) para jogadores com até 20 anos de idade. O evento foi realizado no Estados Unidos entre os dias 1 e 21 de novembro com a participação de 34 seleções.
A competição foi usada para determinar os quatro representantes da CONCACAF na Copa do Mundo FIFA Sub-20 de 2019 na Polónia.

## Qualificação
| Seleção                  | Melhor resultado anterior                                                              | Participações        |
| Zona Norte-Americana     | Zona Norte-Americana                                                                   | Zona Norte-Americana |
| ------------------------ | -------------------------------------------------------------------------------------- | -------------------- |
| Canadá                   | Campeão (1986, 1996)                                                                   | 23                   |
| México                   | Campeão (1962, 1970, 1973, 1974, 1976, 1978, 1980, 1984, 1990, 1992, 2011, 2013, 2015) | 26                   |
| Estados Unidos           | Campeão (2017) (Anfitrião e AC)                                                        | 24                   |
| Zona Centro-Americana    |                                                                                        |                      |
| Belize                   | Primeira fase (1994)                                                                   | 2                    |
| Costa Rica               | Campeão (1988, 2009)                                                                   | 20                   |
| El Salvador              | Campeão (1964)                                                                         | 17                   |
| Guatemala                | Vice-campeão (1962, 1973)                                                              | 19                   |
| Honduras                 | Campeão (1982, 1994)                                                                   | 19                   |
| Nicarágua                | Segunda fase (1976)                                                                    | 9                    |
| Panamá                   | Vice-campeão (2015)                                                                    | 11                   |
| Zona Caribenha           |                                                                                        |                      |
| Antígua e Barbuda        | Primeira fase (1980, 1986, 2017)                                                       | 4                    |
| Aruba                    | Primeira fase (2015)                                                                   | 2                    |
| Barbados                 | Primeira fase (1976, 1980, 1984, 1986, 1990)                                           | 6                    |
| Bermudas                 | Segunda fase (1974, 1980)                                                              | 13                   |
| Ilhas Caimã              | Estreante                                                                              | 1                    |
| Cuba                     | Vice-campeão (1970, 1974)                                                              | 13                   |
| Curaçau                  | Terceiro lugar (1962)                                                                  | 13                   |
| Dominica                 | Estreante                                                                              | 1                    |
| República Dominicana     | Segunda fase (1976)                                                                    | 5                    |
| Granada                  | Primeira fase (1978, 1980, 1990)                                                       | 4                    |
| Guadalupe                | Primeira fase (1992, 2011)                                                             | 3                    |
| Guiana                   | Segunda fase (1984)                                                                    | 3                    |
| Haiti                    | Segunda fase (1978)                                                                    | 9                    |
| Jamaica                  | Terceiro lugar (1970)                                                                  | 20                   |
| Martinica                | Primeira fase (1994, 1996)                                                             | 3                    |
| Porto Rico               | Primeira fase (1974, 1976, 1978, 1980, 1982, 1984, 2013)                               | 8                    |
| São Cristóvão e Neves    | Primeira fase (2007, 2017)                                                             | 3                    |
| Santa Lúcia              | Estreante                                                                              | 1                    |
| São Martinho Francês     | Estreante                                                                              | 1                    |
| São Vicente e Granadinas | Estreante                                                                              | 1                    |
| São Martinho Neerlandês  | Estreante                                                                              | 1                    |
| Suriname                 | Primeira fase (1976, 1980, 1986, 1990, 2011)                                           | 6                    |
| Trinidad e Tobago        | Vice-campeão (1990)                                                                    | 20                   |
| Ilhas Virgens Americanas | Estreante                                                                              | 1                    |

## Sedes
| Bradenton                                                       |
| --------------------------------------------------------------- |
| IMG Academy Stadium                                             |
| Capacidade: 5 000                                               |
| BradentonCampeonato da CONCACAF Sub-20 de 2018 (Estados Unidos) |

## Sorteio
O sorteio foi realizado no dia 13 de setembro de 2018, às 10:00 (UTC−4), na sede da CONCACAF em Miami.
|                                                                          | Pote 1                                                            | Pote 2                                                                              | Pote 3                                                                             | Pote 4                                                                            | Pote 5                                                                                  |
| ------------------------------------------------------------------------ | ----------------------------------------------------------------- | ----------------------------------------------------------------------------------- | ---------------------------------------------------------------------------------- | --------------------------------------------------------------------------------- | --------------------------------------------------------------------------------------- |
| - Estados Unidos - México - Honduras - Panamá - Costa Rica - El Salvador | - Cuba - Guatemala - Trinidad e Tobago - Haiti - Canadá - Jamaica | - Antígua e Barbuda - Bermudas - São Cristóvão e Neves - Curaçau - Aruba - Suriname | - Nicarágua - República Dominicana - Porto Rico - Guadalupe - Santa Lúcia - Guiana | - São Vicente e Granadinas - Granada - Ilhas Caimã - Barbados - Belize - Dominica | - Ilhas Virgens Americanas - Martinica - São Martinho Neerlandês - São Martinho Francês |

## Primeira fase
|  | Equipes classificadas à fase final |
|  | Equipes eliminadas                 |

### Grupo A
| Pos. | Seleção                  | P  | J | V | E | D | GP | GC | SG  |
| ---- | ------------------------ | -- | - | - | - | - | -- | -- | --- |
| 1    | Estados Unidos           | 15 | 5 | 5 | 0 | 0 | 39 | 2  | +37 |
| 2    | Suriname                 | 9  | 5 | 3 | 0 | 2 | 18 | 12 | +6  |
| 3    | Porto Rico               | 9  | 5 | 3 | 0 | 2 | 16 | 15 | +1  |
| 4    | Trinidad e Tobago        | 9  | 5 | 3 | 0 | 2 | 12 | 11 | +1  |
| 5    | São Vicente e Granadinas | 3  | 5 | 1 | 0 | 4 | 8  | 15 | −7  |
| 6    | Ilhas Virgens Americanas | 0  | 5 | 0 | 0 | 5 | 2  | 40 | −38 |

### Grupo B
| Pos. | Seleção              | P  | J | V | E | D | GP | GC | SG  |
| ---- | -------------------- | -- | - | - | - | - | -- | -- | --- |
| 1    | México               | 13 | 5 | 4 | 1 | 0 | 31 | 2  | +29 |
| 2    | Jamaica              | 13 | 5 | 4 | 1 | 0 | 24 | 3  | +21 |
| 3    | Granada              | 6  | 5 | 2 | 0 | 3 | 7  | 14 | −7  |
| 4    | Nicarágua            | 6  | 5 | 2 | 0 | 3 | 4  | 13 | −9  |
| 5    | Aruba                | 4  | 5 | 1 | 1 | 3 | 6  | 20 | −14 |
| 6    | São Martinho Francês | 1  | 5 | 0 | 1 | 4 | 3  | 23 | −20 |

### Grupo C
| Pos. | Seleção                 | P  | J | V | E | D | GP | GC | SG  |
| ---- | ----------------------- | -- | - | - | - | - | -- | -- | --- |
| 1    | Honduras                | 15 | 5 | 5 | 0 | 0 | 30 | 5  | +25 |
| 2    | Cuba                    | 12 | 5 | 4 | 0 | 1 | 19 | 5  | +14 |
| 3    | República Dominicana    | 9  | 5 | 3 | 0 | 2 | 23 | 10 | +13 |
| 4    | Antígua e Barbuda       | 6  | 5 | 2 | 0 | 3 | 10 | 11 | −1  |
| 5    | Belize                  | 3  | 5 | 1 | 0 | 4 | 5  | 19 | −14 |
| 6    | São Martinho Neerlandês | 0  | 5 | 0 | 0 | 5 | 4  | 41 | −37 |

### Grupo D
| Pos. | Seleção               | P  | J | V | E | D | GP | GC | SG  |
| ---- | --------------------- | -- | - | - | - | - | -- | -- | --- |
| 1    | Panamá                | 15 | 5 | 5 | 0 | 0 | 17 | 3  | +14 |
| 2    | Canadá                | 9  | 5 | 3 | 0 | 2 | 10 | 6  | +4  |
| 3    | Guadalupe             | 9  | 5 | 3 | 0 | 2 | 9  | 8  | +1  |
| 4    | Dominica              | 6  | 5 | 2 | 0 | 3 | 5  | 14 | −9  |
| 5    | São Cristóvão e Neves | 3  | 5 | 1 | 0 | 4 | 7  | 10 | −3  |
| 6    | Martinica             | 3  | 5 | 1 | 0 | 4 | 4  | 11 | −7  |

### Grupo E
| Pos. | Seleção     | P  | J | V | E | D | GP | GC | SG  |
| ---- | ----------- | -- | - | - | - | - | -- | -- | --- |
| 1    | Costa Rica  | 12 | 4 | 4 | 0 | 0 | 14 | 0  | +14 |
| 2    | Haiti       | 9  | 4 | 3 | 0 | 1 | 9  | 1  | +8  |
| 3    | Santa Lúcia | 6  | 4 | 2 | 0 | 2 | 3  | 8  | −5  |
| 4    | Barbados    | 1  | 4 | 0 | 1 | 3 | 1  | 8  | −7  |
| 5    | Bermudas    | 1  | 4 | 0 | 1 | 3 | 0  | 10 | −10 |

### Grupo F
| Pos. | Seleção     | P | J | V | E | D | GP | GC | SG |
| ---- | ----------- | - | - | - | - | - | -- | -- | -- |
| 1    | El Salvador | 9 | 4 | 3 | 0 | 1 | 7  | 5  | +2 |
| 2    | Guatemala   | 7 | 4 | 2 | 1 | 1 | 10 | 5  | +5 |
| 3    | Curaçau     | 6 | 4 | 2 | 0 | 2 | 10 | 10 | 0  |
| 4    | Ilhas Caimã | 4 | 4 | 1 | 1 | 2 | 8  | 11 | −3 |
| 5    | Guiana      | 3 | 4 | 1 | 0 | 3 | 7  | 11 | −4 |

## Segunda fase
|  | Equipe classificada para a final e para a Copa do Mundo Sub-20 de 2019 |
|  | Equipe classificada para a Copa do Mundo Sub-20 de 2019                |
|  | Equipes eliminadas                                                     |

### Grupo G
| Pos. | Seleção        | P | J | V | E | D | GP | GC | SG |
| ---- | -------------- | - | - | - | - | - | -- | -- | -- |
| 1    | Estados Unidos | 6 | 2 | 2 | 0 | 0 | 5  | 0  | +5 |
| 2    | Honduras       | 1 | 2 | 0 | 1 | 1 | 1  | 2  | −1 |
| 3    | Costa Rica     | 1 | 2 | 0 | 1 | 1 | 1  | 5  | −4 |

| 13 de novembro | Honduras        | 1 – 1     | Costa Rica | IMG Academy Stadium, Bradenton       |
| 18:30          | Villafranca 20' | Relatório | Gómez 47'  | Árbitro: ELS Ismael Cornejo Meléndez |

| 16 de novembro | Estados Unidos                                     | 4 – 0     | Costa Rica | IMG Academy Stadium, Bradenton            |
| 19:15          | Méndez 15' · Llanez 19' · Torres 49' · Akinola 76' | Relatório |            | Público: 1 450 Árbitro: JAM Oshane Nation |

| 19 de novembro | Honduras | 0 – 1     | Estados Unidos | IMG Academy Stadium, Bradenton                       |
| 20:00          |          | Relatório | Akinola 51'    | Público: 2 100 Árbitro: MEX Fernando Hernández Gómez |

### Grupo H
| Pos. | Seleção     | P | J | V | E | D | GP | GC | SG |
| ---- | ----------- | - | - | - | - | - | -- | -- | -- |
| 1    | México      | 4 | 2 | 1 | 1 | 0 | 3  | 2  | +1 |
| 2    | Panamá      | 4 | 2 | 1 | 1 | 0 | 3  | 2  | +1 |
| 3    | El Salvador | 0 | 2 | 0 | 0 | 2 | 0  | 2  | −2 |

| 13 de novembro | Panamá       | 1 – 0     | El Salvador | IMG Academy Stadium, Bradenton |
| 16:15          | McKenzie 74' | Relatório |             | Árbitro: HON Hector Martínez   |

| 16 de novembro | México       | 1 – 0     | El Salvador | IMG Academy Stadium, Bradenton   |
| 17:00          | D. López 11' | Relatório |             | Árbitro: CRC Juan Calderón Pérez |

| 19 de novembro | Panamá            | 2 – 2     | México                              | IMG Academy Stadium, Bradenton |
| 17:30          | Walker 34', 45+1' | Relatório | D. López 53' (pen.) · Hernández 61' | Árbitro: USA Ismail Elfath     |

## Final
| 21 de novembro | Estados Unidos  | 2 – 0     | México | IMG Academy Stadium, Bradenton    |
| 19:00          | Méndez 17', 50' | Relatório |        | Árbitro: ELS Iván Barton Cisneros |

## Premiação
| Campeonato da CONCACAF Sub-20 de 2018 |
| ------------------------------------- |
| ESTADOS UNIDOS Campeão (2º título)    |

| Bola de Ouro     | Chuteira de Ouro | Luva de Bronze  |
| ---------------- | ---------------- | --------------- |
| USA Alex Méndez  | MEX José Macías  | USA Brady Scott |
| Troféu Fair Play |                  |                 |
| México           |                  |                 |

### Equipe do torneio
| Pos. | Jogador            | Seleção        |
| ---- | ------------------ | -------------- |
| G    | Brady Scott        | Estados Unidos |
| LD   | Sergino Dest       | Estados Unidos |
| Z    | Mark McKenzie      | Estados Unidos |
| Z    | Gilberto Sepúlveda | México         |
| LE   | Chris Gloster      | Estados Unidos |
| M    | Brandon Servania   | Estados Unidos |
| M    | Alex Méndez        | Estados Unidos |
| M    | Diego Laínez       | México         |
| A    | Ayo Akinola        | Estados Unidos |
| A    | José Macías        | México         |
| A    | Ulysses Llanez     | Estados Unidos |

Fonte:

## Artilharia
10 gols
- MEX José Macías

8 gols
- USA Alex Méndez

7 gols
- HON Josué Villafranca
- MEX Daniel López
- PUR Jaden Servania
- USA Ayo Akinola
- USA Ulysses Llanez

6 gols
- DOM Erick Japa
- GLP Luther Archimede
- JAM Nicque Daley

5 gols
- CUB Geobel Pérez
- DOM Ronaldo Vásquez
- HON Luis Palma

4 gols
- ATG Zayn Hakeem
- DMA Jamie Parillon
- DOM Gerard Lavergne
- HON Cristian Cálix
- HON Carlos Mejía
- JAM Tevin Rochester
- JAM Jamoi Topey
- PAN Saed Díaz
- PAN Diego Valanta
- SUR Brian Elshot
- SUR Alvaro Verwey
- TRI Isaiah Lee
- USA Anthony Fontana
- USA Justin Rennicks
- USA Juan Torres

3 gols
- ARU Glenbert Croes
- CAN Noble Okello
- CAY Kareem Foster
- CRC Ronaldo Araya
- CUB Rolando Oviendo
- CUB Jean Carlos Rodríguez
- DOM Juan Ángeles
- DOM Juanca
- GRN Jesron Charles
- GUA Rudy Barrientos
- GUY Kelsey Benjamin
- HAI Bicou Bissainthe
- HON Selvin Guevara
- JAM Leonardo Jibbison
- JAM Tyreek Magee
- JAM Ricardo McIntosh
- MEX Diego Hernández
- MEX Edgar López
- PAN Axel McKenzie
- PAN Ángel Orelien
- PUR Alejandro Rabell
- SKN Tyreese Shade
- VIN Trezine Da Souza
- VIN Gidson Francis
- SXM Jaeremi Drijvers
- USA Mark McKenzie
- USA Paxton Pomykal

2 gols
- ATG TJ Bramble
- ATG Keon Greene
- ARU Keano Maduro
- BLZ Carlos Gonzalez
- CRC Andrés Gómez
- CRC Carlos Villegas
- CUB Christian Flores
- CUB Rivaldo Ibarra
- CUW Gianni Vandepitte
- CUW Jaron Vicario
- SLV Siliazar Henríquez
- GRN Rahim Stephen
- GUA Óscar Santis
- GUY Thair Britton
- HAI Naël Élysée
- HON Éverson López
- HON César Romero
- MTQ Axel Raphael
- MTQ Bryan Henriol
- MEX Alexis Gutiérrez
- MEX Efraín Orona
- MEX Gilberto Sepúlveda
- PAN Ernesto Walker
- PUR Kevin Hernández
- PUR Kevin Montañez
- SKN Romario Martin
- VIN Trivis Fraser
- SUR Rievaldo Doorson
- SUR Roscello Vlijter
- USA Brandon Servania

1 gol
- ATG Javorn Benjamin
- ATG Akeem Isaac
- BRB Ray Francis
- BLZ Dion Cacho
- BLZ Jonard Castillo
- BLZ Andir Chi
- CAN Theo Bair
- CAN Clément Bayiha
- CAN Mathieu Choinière
- CAN José Hernández
- CAN Jordan Perruzza
- CAN Adonijah Reid
- CAN Steffen Yeates
- CAY Jabari Campbell
- CAY Alexander Clarke-Ramirez
- CAY Mason Duval
- CAY Albertini Holness
- CAY Kion Parchmont
- CRC Josué Abarca
- CRC Walter Cortés
- CRC Alexis Gamboa
- CRC Diego Mesén
- CRC Jurguens Montenegro
- CRC Joshua Navarro
- CRC Rashir Parkins
- CRC Andy Reyes
- CUB Frank Nodarse
- CUB José Pérez
- CUB Omar Pérez
- CUB Yandri Romero
- CUW Carlito Fermina
- CUW Giorney Rojer
- CUW Meghon Valpoort
- CUW Luchenthly Vrutaal
- DMA Reon Cuffy
- DOM Brian López
- DOM Sergio Paredes
- SLV Fernando Clavel
- SLV Jorge Cruz
- SLV José Portillo
- SLV Cristian Rosales
- SLV Gerson Sánchez
- GRN Leon Braveboy
- GRN Dorrel Pierre
- GLP Mathis Bapaume
- GLP Dylan Laug
- GLP Edrick Virginie-Jovial
- GUA Carlos Alvarado
- GUA José Ardon
- GUA Nery Cifuentes
- GUA Óscar Mejía
- GUA Edin Rivas
- GUY Jeremy Garrett
- GUY Chris Macey
- HAI Antonio Borgelin
- HAI Ronaldo Damus
- HAI Delentz Pierre
- HAI McJeffrey Pierre
- HON Gerson Chávez
- HON Mariano Álvarez
- HON Elison Rivas
- HON Mikel Santos
- JAM Maliek Howell
- MEX Kevin Álvarez
- MEX Misael Domínguez
- MEX Carlos Gutiérrez
- MEX Adrián Lozano
- NCA Estarling Acuña
- NCA Alexander Caldera
- NCA Eliam Palacios
- PAN Maikell Díaz
- PAN Carlos Kirton
- PAN Jesús West
- PUR Luis Miguel Cosme
- PUR Gerald Díaz
- SKN Esquick Nicholls
- SKN Dijhorn Simmonds
- LCA Nangee Philip
- LCA Sebastin Ribot
- LCA Aaron Richard
- MAF Akim Arrondell
- MAF Nolan Freyer
- MAF Isais Pagesy
- SXM Leonidas Zion
- SUR Shaquille Cairo
- SUR Ayad Godlieb
- SUR Ferando Hoepel
- SUR Jamilhio Rigters
- SUR Gleofilo Vlijter
- SUR Mgwenze Vola
- TRI Che Benny
- TRI Jabarry Francis
- TRI Judah Garcia
- TRI Nickel Orr
- TRI Jaydon Prowell
- TRI Mark Ramdeen
- TRI John-Paul Rochford
- TRI Kerdell Sween
- USA Griffin Dorsey
- USA Emanuel Perez
- VIR Rakeem Joseph
- VIR Ramesses McGuiness

Gol contra (8)
- ARU Mark Jacobs (para  Nicarágua)
- GRN Chad Phillip (para  Aruba)
- GUA Carlos Alvarado (para  Curaçau)
- GUY Cecil Jackman (para  Curaçau)
- JAM Javain Brown (para  México)
- MTQ Jean-Claude Michalet (para  Panamá)
- PUR Nicolás Cardona (para  Estados Unidos)
- TRI Justin Homer (para  Estados Unidos)